# プログラムオフィサー
プログラムオフィサー（program officer, PO）とは、研究機関やシンクタンク、財団などにおいて、研究や助成のプログラムの企画立案、運営管理などを行う人のこと。

## 概要
研究費や助成金の配分・交付だけでなく、配分・交付を受けたプロジェクトのサポートや評価のほか、当該分野の動向の把握、社会的課題の発掘、課題解決の方法の構築、プログラムの成果の発信、プログラムの評価や見直しなど、業務の内容は多岐にわたる。そのため、特定の分野の専門知識や経験だけではなく、幅広いスキルが要求される。
また、プログラムオフィサーの採用や評価、プログラムオフィサー間の調整なども含め、プログラムを総括する立場の人をプログラムディレクターという。ただし、プログラムディレクターはテレビ番組制作の演出担当者のことも指す（ディレクターを参照）。 

## プログラムオフィサーを設置している機関・組織
- 独立行政法人科学技術振興機構
- 独立行政法人国際交流基金
- 国際協力NGOジョイセフ（公益財団法人家族計画国際協力財団）
- 一般財団法人国際開発高等教育機構
- 公益財団法人東京財団
- 公益財団法人東芝国際交流財団
- 公益財団法人笹川平和財団
- 公益財団法人トヨタ財団
- 公益財団法人日本国際交流センター
- 一般財団法人ハウジングアンドコミュニティ財団
- 公益財団法人セゾン文化財団
- 特定非営利活動法人市民社会創造ファンド
- 公益財団法人パブリックリソース財団
- 特定非営利活動法人国際舞台芸術交流センター
- 公益財団法人東京都歴史文化財団 アーツカウンシル東京